# Speyeria picta
Speyeria picta är en fjärilsart som beskrevs av Mcdunnough 1924. Speyeria picta ingår i släktet Speyeria och familjen praktfjärilar. Inga underarter finns listade i Catalogue of Life.